# Búsqueda ternaria
Un algoritmo de búsqueda ternaria es una técnica en ciencias de la computación para hallar los extremos de una función (máximo o mínimo) de una función unimodal. Una búsqueda ternaria determina que el extremo que se busca, no puede estar en el primer tercio del dominio o que no puede estar en el último tercio del dominio, luego se repite el proceso en los dos tercios restantes. Una búsqueda ternaria es un ejemplo de un Algoritmo divide y vencerás (ver Algoritmo de búsqueda).

## Función
Supongamos que estamos buscando un máximo de f(x) y sabemos que el máximo se encuentra en algún lugar entre A y B. Para que el algoritmo sea aplicable debe haber un valor x tal que
- para todo a,b con A ≤ a < b ≤ x, tenemos que f(a) < f(b), y
- para todo a,b con x ≤ a < b ≤ B, tenemos que f(a) > f(b).

## Algoritmo
Sea f(x) una función unimodal en el intervalo [l; r]. Tomamos dos puntos m1 y m2 en este segmento: l < m1 < m2 < r. Entonces, hay tres posibilidades:
- Si f(m1) < f(m2), entonces el máximo requerido no puede ubicarse en el lado izquierdo - [l; m1]. Esto significa que el máximo debe buscarse en el intervalo [m1;r]
- Si f(m1) > f(m2), de manera similar al anterior caso. Ahora, el máximo requerido no puede estar en el lado derecho - [m2; r], así que debe buscarse en el segmento [l; m2]
- Si f(m1) = f(m2), entonces la búsqueda debe realizarse en [m1; m2], pero este caso se puede atribuir a cualquiera de los dos anteriores (para simplificar el código). Tarde o temprano, la longitud del segmento será un poco menor que una constante predeterminada, y el proceso podrá detenerse.

Puntos de partición m1 y m2:
- m1 = l + (r-l)/3
- m2 = r - (r-l)/3

Tiempo de ejecución
{\displaystyle T(n)=T(2n/3)+1=\Theta (\log n)}

### Algoritmo Recursivo
en lenguaje Python:
```
def
 
BusquedaTernaria
(
f
,
 
l
,
 
r
,
 
absolutePrecision
):

    
'''

    l y r son los límites actuales; 

    el máximo está entre ellos;

    absolutePrecision es el nivel de precisión

    '''

    
if
 
abs
(
r
 
-
 
l
)
 
<
 
absolutePrecision
:

        
return
 
(
l
 
+
 
r
)
/
2

    
m1
 
=
 
(
2
*
l
 
+
 
r
)
/
3

    
m2
 
=
 
(
l
 
+
 
2
*
r
)
/
3

    
if
 
f
(
m1
)
 
<
 
f
(
m2
):

        
return
 
BúsquedaTernaria
(
f
,
 
m1
,
 
r
,
 
absolutePrecision
)
 
    
else
:

        
return
 
BúsquedaTernaria
(
f
,
 
l
,
 
m2
,
 
absolutePrecision
)

```

en lenguaje C:
```
double
 
BusquedaTernaria
(
double
 
f
[]
 
,
int
 
l
 
,
int
 
r
 
,
double
 
absolutePrecision
 
)

{

    
//l y r son los límites actuales; 

    
//el máximo está entre ellos;

    
//absolutePrecision es una constante predeterminada

 

	
if
(
r
-
l
 
<=
  
absolutePrecision
)

	
{

		
return
  
(
 
l
  
+
  
r
 
)
 
/
 
2.0
;

	
}

	
else

	
{

	    
int
 
m1
  
=
  
(
 
2
 
*
 
l
  
+
  
r
 
)
 
/
 
3
;

		
int
 
m2
  
=
  
(
 
l
  
+
  
2
 
*
 
r
 
)
 
/
 
3
;

	    
if
(
f
[
m1
]
<
 
f
[
m2
])

	    
{

    	    
return
  
BusquedaTernaria
(
 
f
 
,
  
m1
 
,
  
r
 
,
  
absolutePrecision
 
);

		
}

    	
else

	    
{

			
return
  
BusquedaTernaria
 
(
 
f
 
,
  
l
 
,
  
m2
 
,
 
absolutePrecision
 
);

		
}
		

	
}

}

```

### Algoritmo Iterativo
en lenguaje Python:
```
from
 
typing
 
import
 
Callable
,
 
Tuple

def
 
trisection
(
f
:
 
Callable
,
 
bracket
:
 
Tuple
[
float
,
 
float
,
 
float
],
 
xtol
=
0.001
,
 
maxiter
=
100
)
 
->
 
Tuple
[
float
,
 
int
,
 
int
]:

    
"""Recibe una funcion f, una tupla bracket que define un bracket de f y, a partir de dicho bracket, devuelve 

    una tupla r, nit, nfev con un minimo aproximado r y el numeros de iteraciones y de evaluaciones de f 

    necesarias para encontrarlo  mediante el método de triseccion

    Args:

        f (Callable): función a evaluar

        bracket (Tuple[float, float, float]): bracket sobre el que buscar el mínimo

        xtol (float, optional): margen de error mínimo. Por defecto es 0.001.

        maxiter (int, optional): número de iteraciones máximas del algoritmo. Por defecto es 100.

    Raises:

        Exception: se ha superado el número maximo de iteraciones

        ValueError: el bracket no cumple las condiciones de orden

    Returns:

        Tuple[float, int, int]: tupla con la raiz, en numero de iteraciones y el numero de evaluaciones de 

        la funcion

    """

    
a
,
 
b
,
 
c
 
=
 
bracket

    
if
 
not
 
(
a
 
<
 
b
 
<
 
c
)
 
and
 
not
 
(
f
(
a
)
 
>
 
f
(
b
)
 
and
  
f
(
b
)
 
<
 
f
(
c
)):

        
raise
 
ValueError
(
'Incorrect bracket'
)

    

    
nit
 
=
 
0
  
# Número de iteraciones

    
nfev
 
=
 
0
  
# Número de evaluaciones de la función

    

    
while
 
abs
(
c
 
-
 
a
)
 
>
 
xtol
 
and
 
nit
 
<=
 
maxiter
:

        
nit
 
+=
 
1

        
nfev
 
+=
 
2
  
# Evaluamos la función en dos nuevos puntos

        

        
# Calculamos los puntos intermedios

        
x1
 
=
 
a
 
+
 
(
c
 
-
 
a
)
 
/
 
3

        
x2
 
=
 
c
 
-
 
(
c
 
-
 
a
)
 
/
 
3

       

        
f1
 
=
 
f
(
x1
)

        
f2
 
=
 
f
(
x2
)

     

        
if
 
f1
 
<
 
f2
:

            
c
 
=
 
x2

        
else
:

            
a
 
=
 
x1

    

    
if
 
nit
 
>=
 
maxiter
:

        
raise
 
Exception
(
"El número máximo de iteraciones permitidas ha sido excedido."
)

    

    
r
 
=
 
(
a
 
+
 
c
)
 
/
 
2

    
return
 
r
,
 
nit
,
 
nfev

```

en lenguaje C:
```
double
 
BusquedaTernaria
(
double
 
f
[]
 
,
int
 
l
 
,
int
 
r
 
,
double
 
absolutePrecision
 
)

{

    
//Buscar el máximo de la función unimodal f () dentro de [l, r] 

    
//Para encontrar el mínimo, invierta la instrucción if / else o invierta la comparación. 

	
bool
 
b
=
true
;

    
while
(
b
==
true
)

	
{

        
if
(
 
r
 
-
 
l
  
<=
  
absolutePrecision
)

        
{

        	
b
=
false
;

            
return
  
(
 
l
 
+
  
r
)
 
/
 
2
;

		
}

        
int
 
m1
  
=
  
(
 
2
 
*
 
l
  
+
  
r
 
)
 
/
 
3
;

		
int
 
m2
  
=
  
(
 
l
  
+
  
2
 
*
 
r
 
)
 
/
 
3
;

		
if
(
f
[
m1
]
<
 
f
[
m2
])
 

		
{

        	
l
  
=
  
m1
;

		
}

        
else

        
{

        	
r
  
=
  
m2
;

		
}

	
}
    

}

```